# گوردهن
گوردهن از هنرمندان طراز اول دربار گورکانی، مربوط به اواخر سده ۱۶ و اوایل سده ۱۷ میلادی بود. آثار برجای مانده از وی بین سال‌های ۱۵۸۲ تا ۱۶۲۴ میلادی کشیده شدند.

## نگارخانه

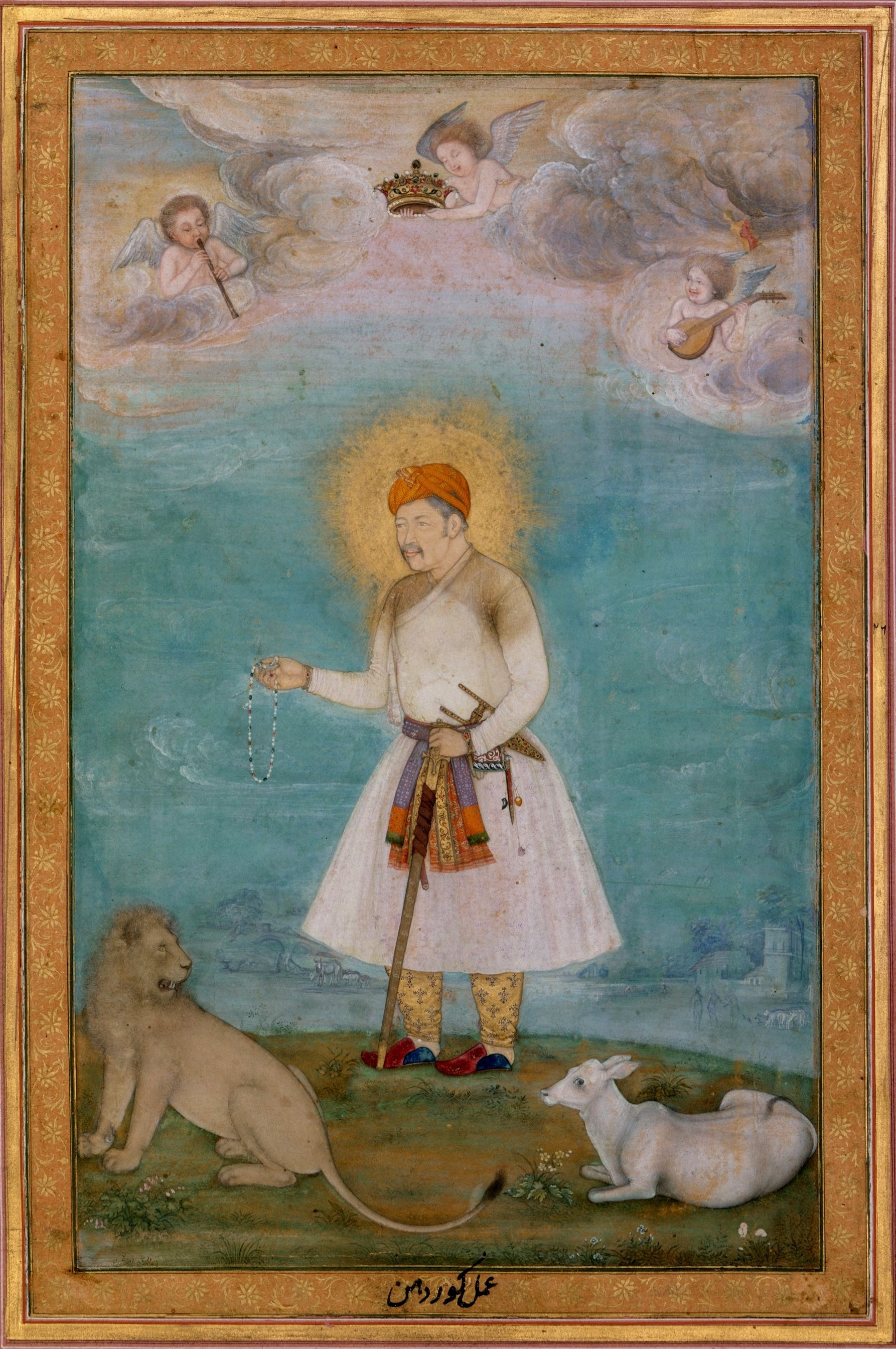
پرترهٔ اکبرشاه ۱۶۳۰ م. موزه متروپولیتن نیویورک
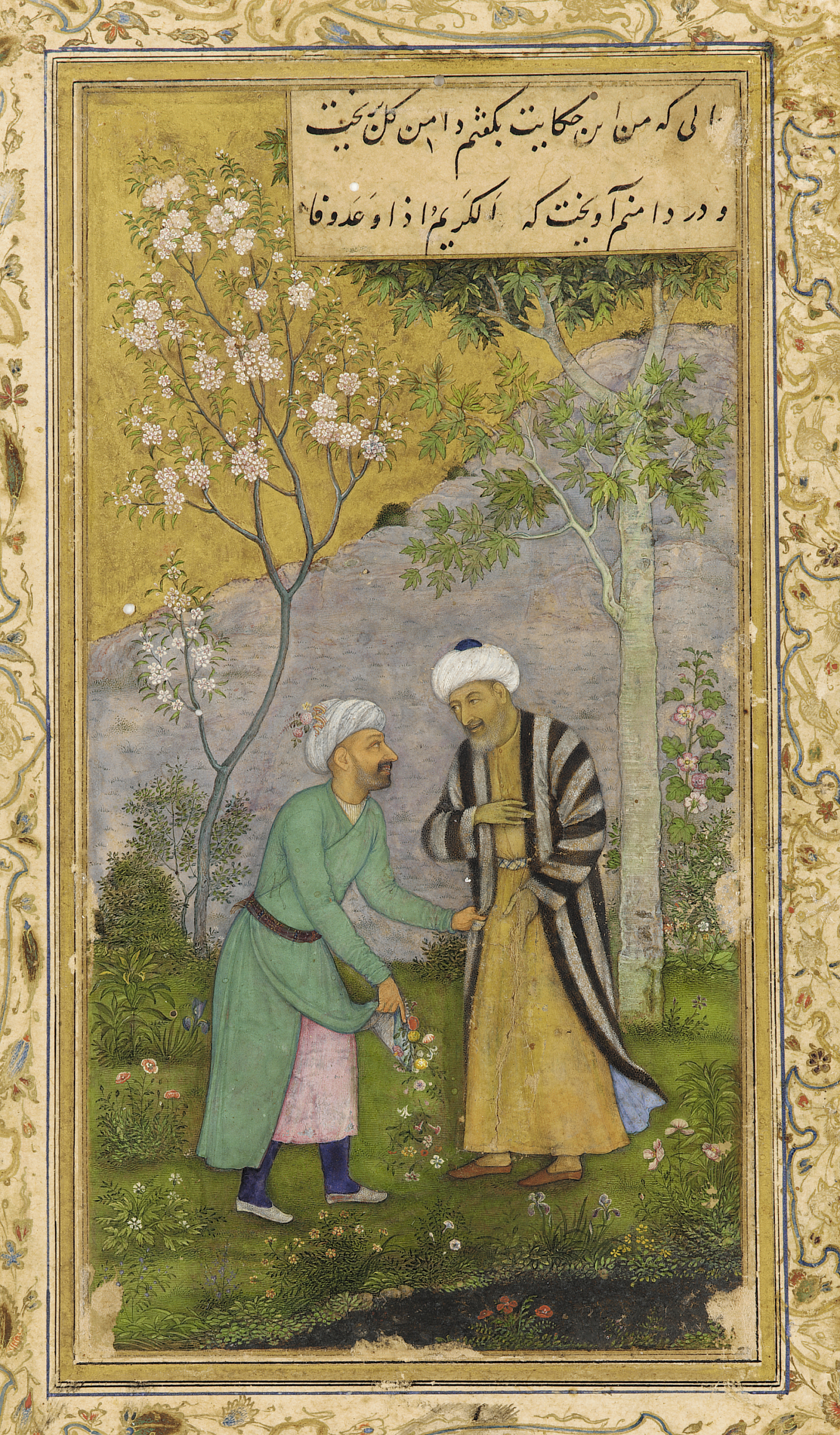
سعدی شیرازی در گلستان اواخر سده ۱۶ میلادی نگارخانه هنر فریر
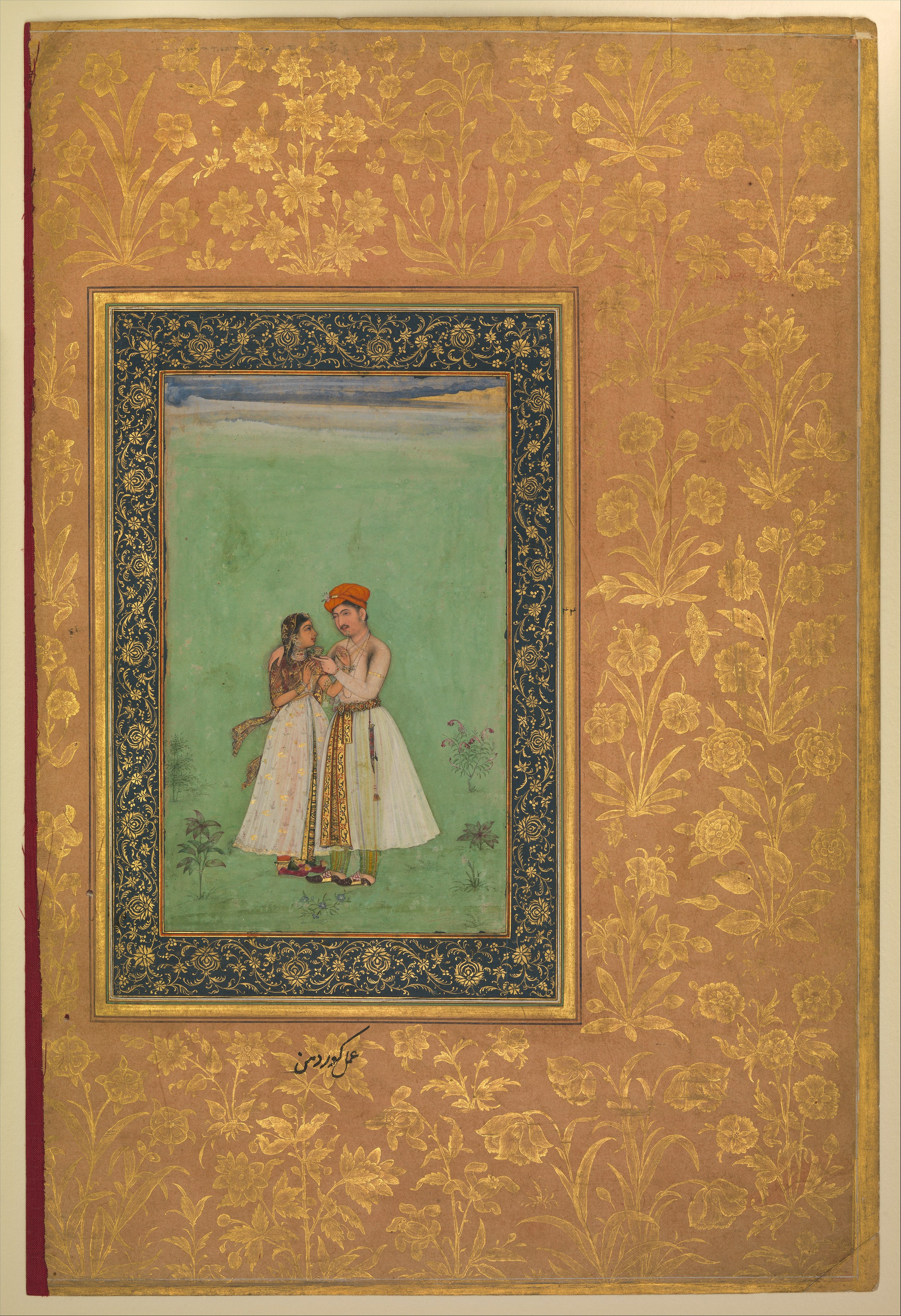
شاه شجاع و معشوقش ۱۶۳۲ م. موزه متروپولیتن نیویورک
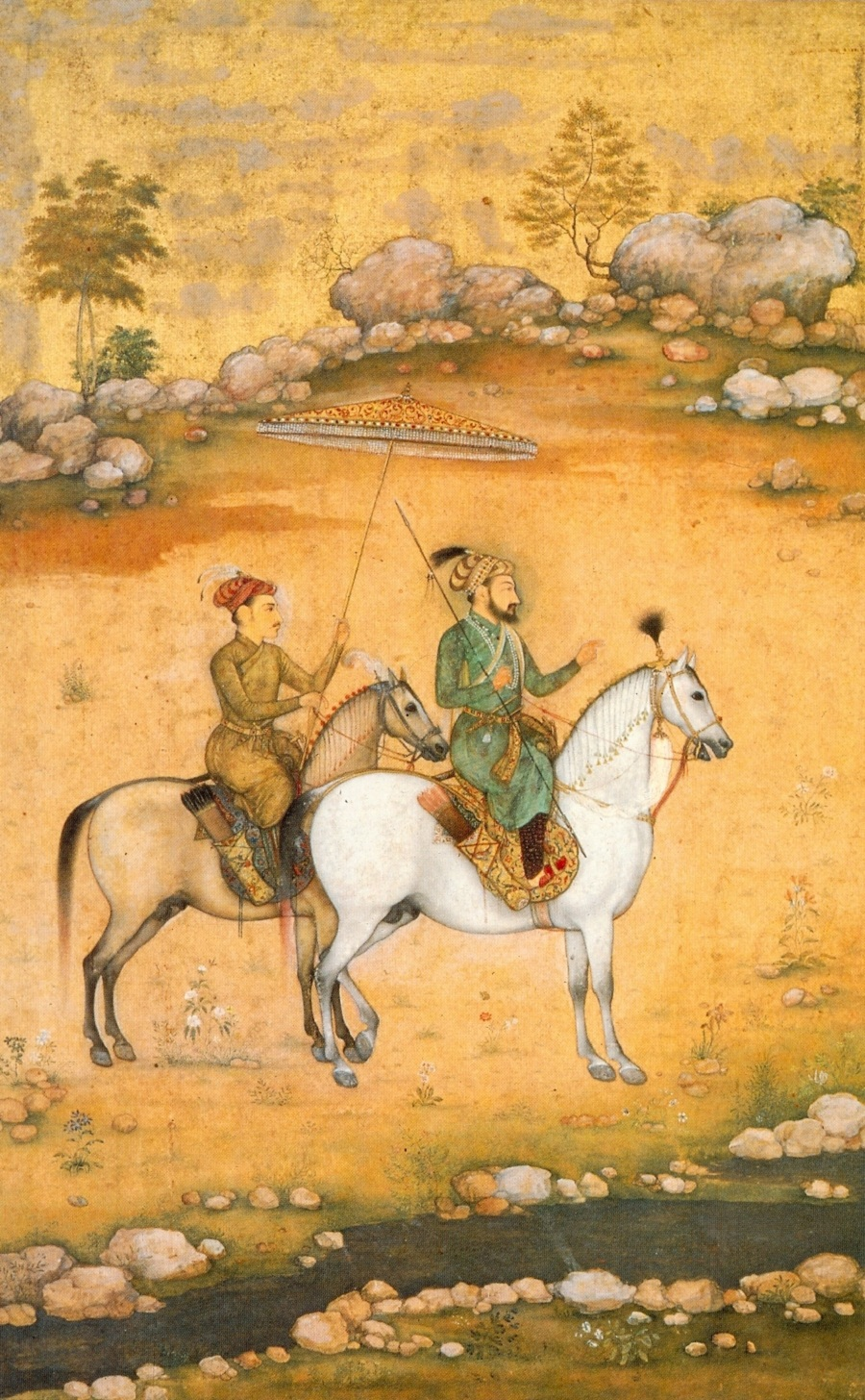
شاه جهان و داراشکوه حدود ۱۶۳۸. موزه ویکتوریا و آلبرت
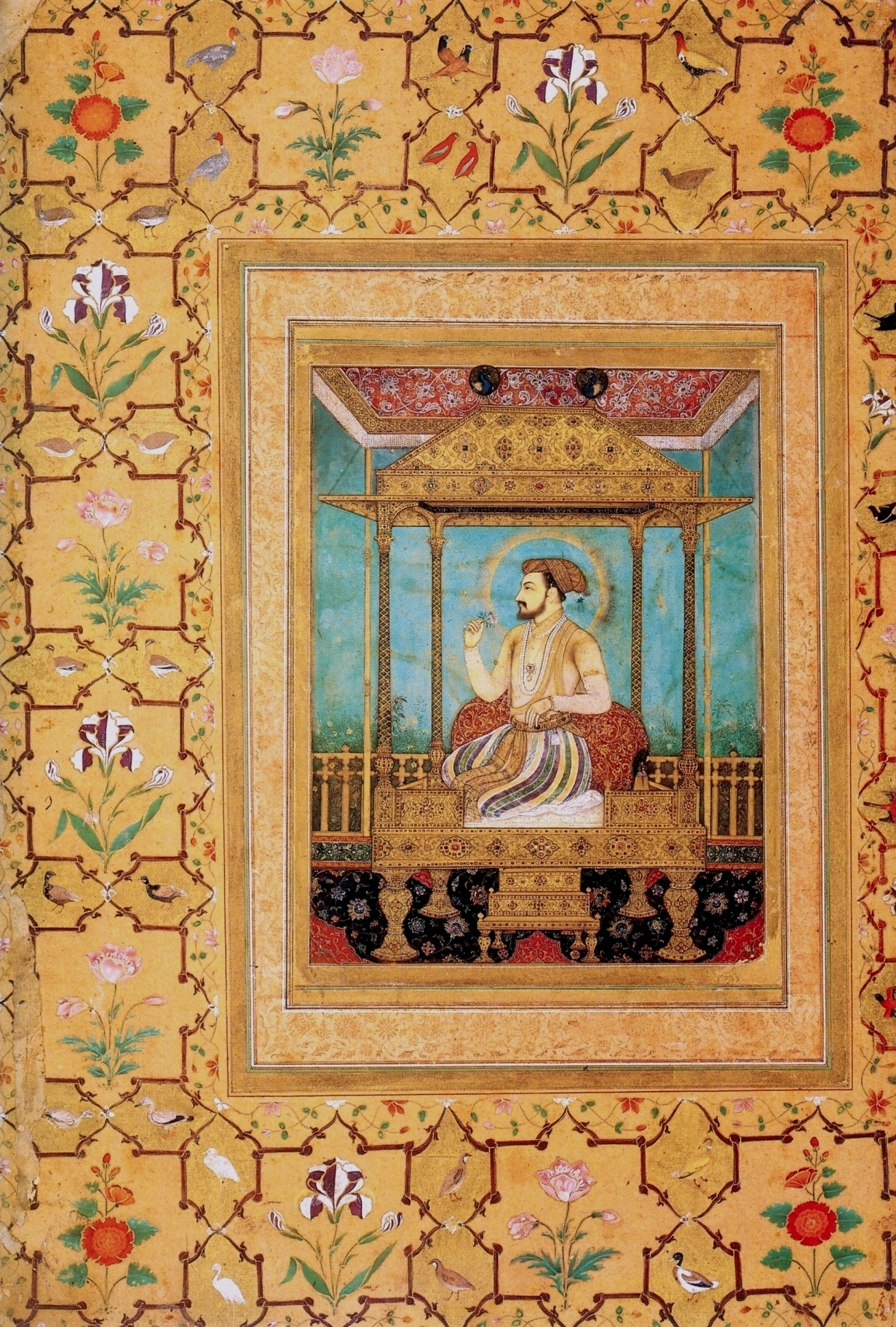
شاه جهان بر تخت سلطنت
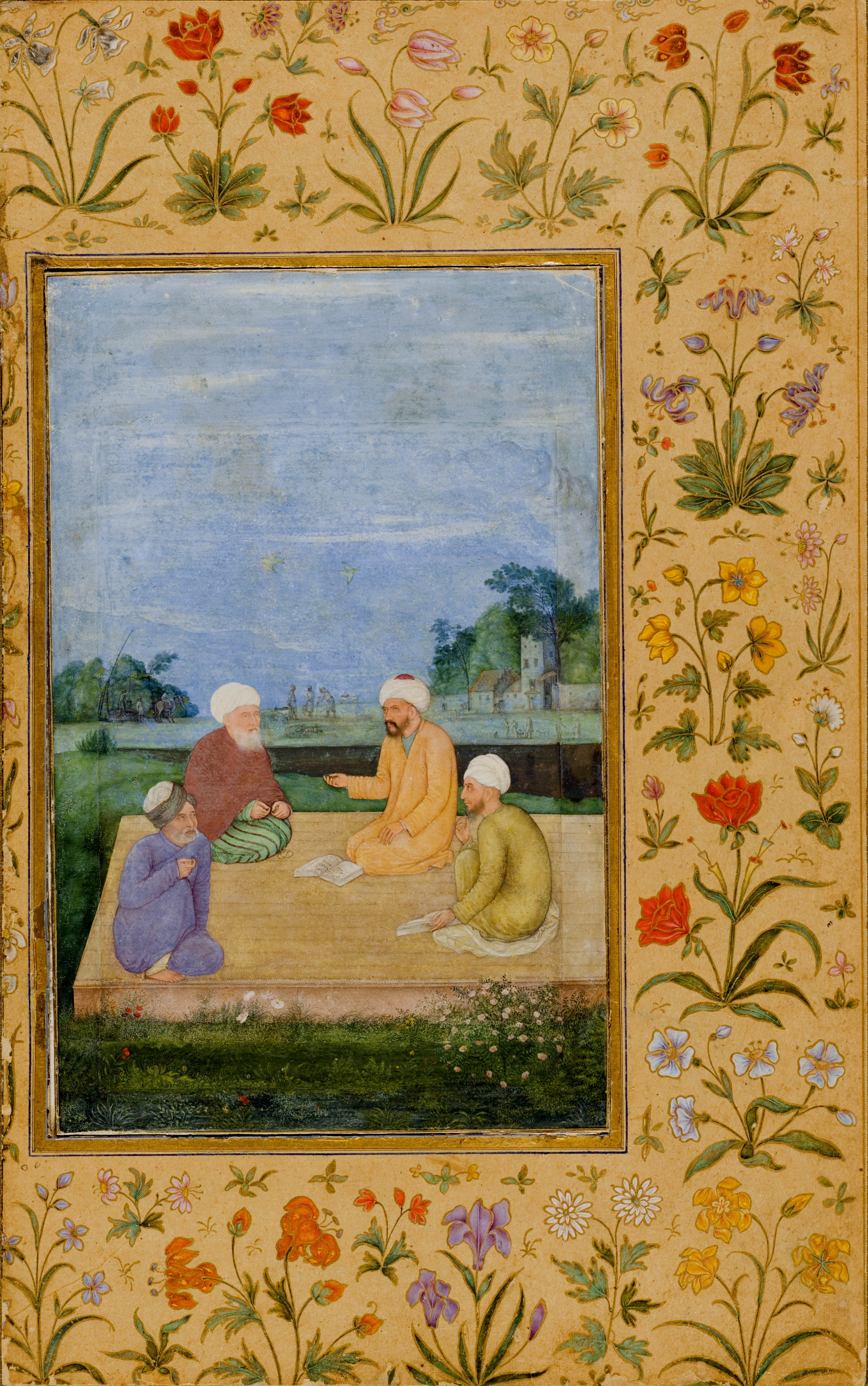
مناظره میان علما حدود 1630 LACMA.
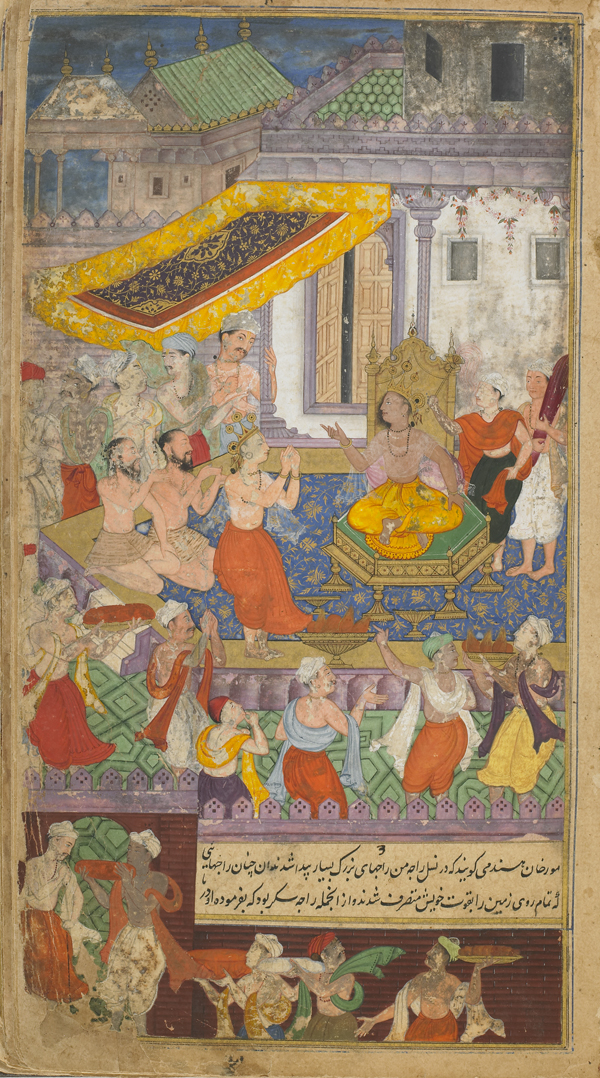
تصویری از رامیانا،  ۱۵۹۷-۱۶۰۵
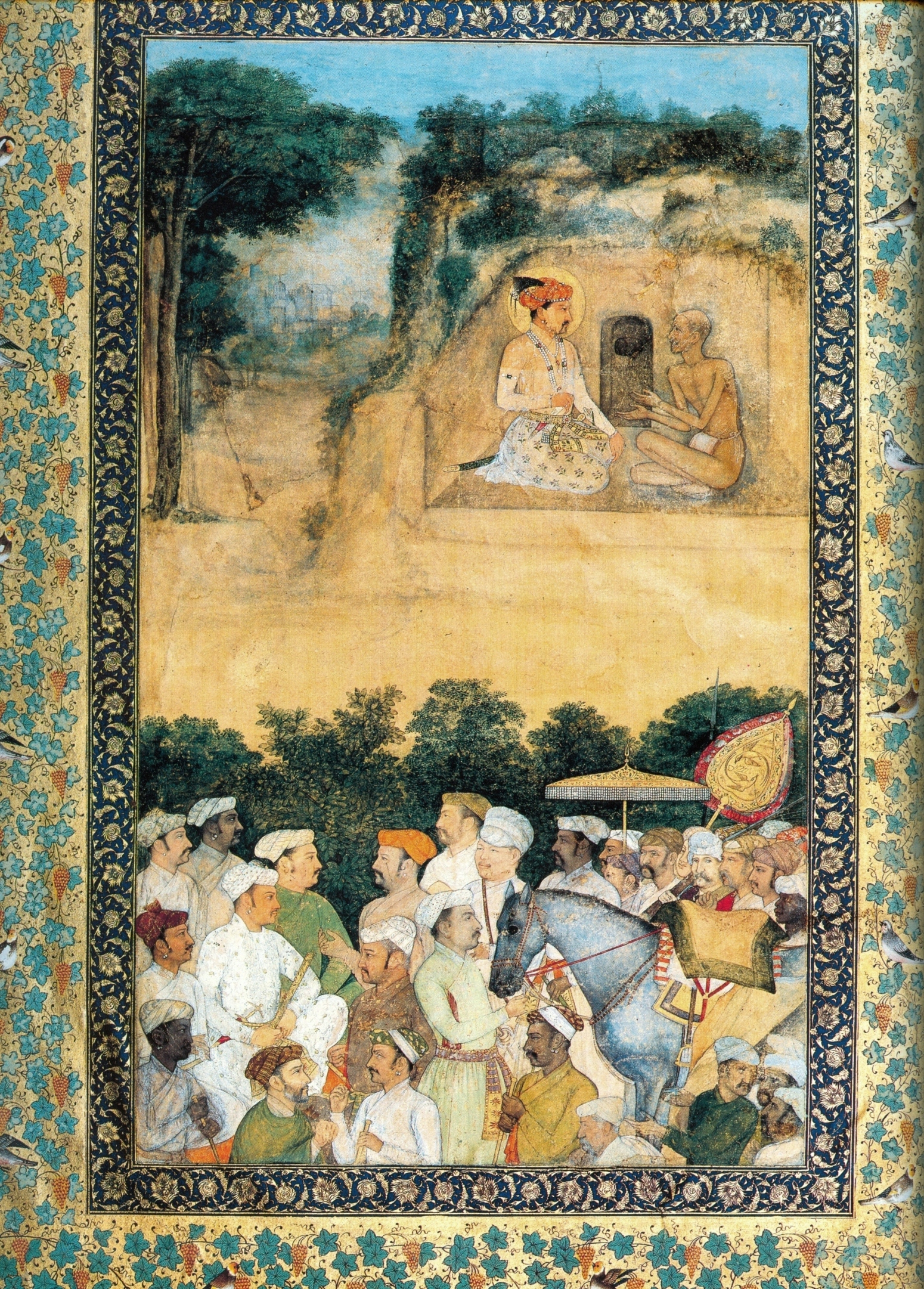
ملاقات جهانگیرشاه و جدروپ گوسین